# Kraśnik (województwo zachodniopomorskie)
Kraśnik (niem. Kratznick) – osada w Polsce położona w województwie zachodniopomorskim, w powiecie choszczeńskim, w gminie Recz. W latach 1975–1998 miejscowość administracyjnie należała do województwa gorzowskiego. W roku 2007 osada liczyła 12 mieszkańców. Osada wchodzi w skład sołectwa Grabowiec.

## Geografia
Osada leży ok. 3,5 km na wschód od Grabowca.

## Historia
Kraśnik ma od XIII wieku potwierdzoną nazwę (od krasny czyli piękny) dowodzącą jego słowiańskiej metryki. Zapisy pojawiające się w źródłach: 1296 r. – Cratzenick, 1376 – Crasenik. W latach 1291–1350 lenno rycerskie w Kraśniku należało w całości do rodu von Liebenow (do 1499 r.). Od 1350 r. do XVI / XVII wieku Kraśnik był w części własnością rodu von Güntersberg – właścicieli Wapnicy. Prawdopodobnie ok. 1478 r. Kraśnik stał się własnością Wedlów. W połowie XIX wieku folwark należał do Ludwiga Heinricha Krügera. Po 1945 r. majątek upaństwowiono i do lat 90. funkcjonował jako państwowe gospodarstwo rolne w ramach Kombinatu Państwowych Gospodarstw Rolniczych w Choszcznie. Po likwidacji – w zasobach Agencji Własności Rolnej Skarbu Państwa.